# Giàng (họ)
Giàng (楊) là một họ phổ biến của các dân tộc thiểu số ở miền bắc Việt Nam, chủ yếu là của người H'Mông.
Họ Giàng của người H'Mông tại Lào được gọi là Yang, còn tại Trung Quốc được ghi qua chữ Hán là Dương (楊).
Tại Việt Nam hầu hết các tên riêng tiếng H'Mông được ghi trực tiếp bằng chữ quốc ngữ, trong đó có từ Giàng. Điều này đã được người Pháp thực hiện từ thế kỷ XIX, thể hiện rõ trong biên tập địa danh trong các bản đồ, và ngày nay phong cách này được kế tục. Theo biến động thời gian, tên họ của người H'Mông có thêm các từ của tiếng phổ thông hoặc tiếng của dân tộc khác, ví dụ Giàng Văn Quẩy, Giàng Thị Bình,... Mặt khác một số nhỏ người mang họ gốc H'Mông chuyển sang dân tộc khác do quan hệ gia đình hay hôn nhân, dẫn đến xuất hiện các họ này trong dân tộc khác.

## Người họ Giàng Việt Nam có danh tiếng
| Tên            | Sinh thời | Hoạt động |
| -------------- | --------- | --- |
| Giàng Văn Quẩy | 1946-...  | Người H'Mông, Đại biểu Quốc hội Việt Nam khóa 10 và 11 , Chủ tịch HĐND tỉnh Hà Giang (2007-2016).                                                 |
| Giàng Seo Phử  | 1951-2017 | Người H'Mông, Ủy viên BCHTW ĐCSVN khóa 9, 10, 11, Đại biểu Quốc hội, Chủ nhiệm Ủy ban Dân tộc . Quê huyện Bắc Hà, tỉnh Lào Cai.                   |
| Giàng A Chu    | 1959-...  | Người H'Mông, Đại biểu Quốc hội Việt Nam khóa 14, Phó Chủ tịch Hội đồng Dân tộc của Quốc hội Việt Nam. Quê quán huyện Mù Cang Chải tỉnh Yên Bái . |
| Giàng Páo Mỷ   | 1963-...  | Người H'Mông, Đại biểu Quốc hội Việt Nam khóa 14. Quê quán huyện Tam Đường tỉnh Lai Châu.                                                         |
| Giàng Thị Bình | 1965-...  | Người H'Mông, Đại biểu Quốc hội Việt Nam khóa 14, quê thị xã Sa Pa, tỉnh Lào Cai.                                                                 |